# Liste der Könige von Aksum
Die Namen der Könige von Aksum sind aus verschiedenen Quellen bekannt. Die, die vor dem Ende des dritten Jahrhunderts belegt sind, sind meist von Inschriften her bekannt, die diese Herrscher aufstellen ließen. Im betreffenden Teil der Liste mögen noch große Lücken bestehen. Mit Endubis setzt die Münzprägung ein. Es kann davon ausgegangen werden, dass die Liste ab jenem Zeitpunkt relativ vollständig ist, obwohl auch hier mit Lücken zu rechnen ist. Die Herrscher nach 630 prägten keine Münzen mehr. Sie sind fast nur aus späteren Herrscherlisten bekannt.
| König              | Datierung | Kommentar                                                                                    |
| ------------------ | --------- | -------------------------------------------------------------------------------------------- |
| Zoskales           | ca. 50    | erscheint im Periplus Maris Erythraei                                                        |
| Gadarat            | ca. 200   | führte Krieg in Südarabien                                                                   |
| Azaba oder Adhebah | ca. 230   | wird in einer südarabischen Inschrift zusammen mit seinem Sohn Girma genannt                 |
| Sembrouthes        | ca. 250   | nur von einer Inschrift aus Eritrea bekannt, erster Herrscher mit dem Titel König der Könige |
| Datawna            | ca. 260   | wird in einer südarabischen Inschrift zusammen mit seinem Sohn Zaqarnas genannt              |

Die folgenden Herrscher sind meist von ihren Münzprägungen bekannt.
| König               | Datierung   | Kommentar | Münze |
| ------------------- | ----------- | --- | ----- |
| Endubis             | ca. 270–300 | erste Münzprägungen in Silber und Gold, die Legenden sind auf Griechisch geschrieben                              |       |
| Aphilas             | ca. 310     | |       |
| Wazeba              | ca. 320     | erste Münzen mit Aufschrift in altäthiopischer Sprache                                                            |       |
| Ousanas             | ca. 325     | |       |
| Ezana               | ca. 350     | erster christlicher König, führte zahlreiche Feldzüge                                                             |       |
| Mehadeyis           | ca. 360     | |       |
| Ouazebas            | ca. 390     | |       |
| Eon                 | ca. 400     | |       |
| Ebana               | ca. 450     | |       |
| Nezool              | ca. 450     | |       |
| Ousas               | ca. 500     | |       |
| Ella Asbeha (Kaleb) | ca. 520     | eroberte Teile Südarabiens, hinterließ verschiedene Inschriften und wird bei antiken Historikern genannt          |       |
| Alla Amidas         | ca. 550     | |       |
| Wazena              | ca. 550     | |       |
| Wa'zeb              | ca. 550     | |       |
| Ioel                | ca. 550     | |       |
| Hataz               | ca. 575     | |       |
| Saifu               | ca. 577     | |       |
| Israel              | ca. 590     | |       |
| Gersem              | ca. 600     | |       |
| Armah               | ca. 614     | möglicherweise identisch mit Ashama ibn Abjar, der für die islamische Geschichte von Bedeutung war, starb ca. 630 |       |

## Nachfolgende Könige
Datierungen und Reihenfolge sind unsicher; die Münzprägungen hörten auf.
| König         | Kommentar                     |
| ------------- | ----------------------------- |
| Kwastantinos  | oder Constantinus             |
| Wasan Sagad   | Bazagar?                      |
| Fere Shanay   | oder Fere Shernay             |
| 'Adre'az      | oder 'Adre'azar               |
| 'Akla Wedem   |                               |
| Germa Safar   |                               |
| Zergaz        | oder Gergaz                   |
| Degna Mikael  |                               |
| Bahr Ikela    |                               |
| Gum           |                               |
| 'Asgwomgum    |                               |
| Letem         |                               |
| Talatem       |                               |
| 'Oda Gosh     | oder 'Oda Sasa                |
| 'Ayzur        | regierte nur einen halben Tag |
| Dedem         |                               |
| Wededem       |                               |
| Wedem 'Asfare | soll 150 Jahre regiert haben  |
| 'Armah        |                               |
| Degna Djan    | oder Ged'a Djan               |
| 'Anbasa Wedem | Sohn des Degna Djan           |
| Dil Na'od     | Sohn des Degna Djan           |